# Gabriel-Joseph Laur
Gabriel-Joseph Laur est un homme politique français né le 5 novembre 1762 à Olonzac (Hérault) et décédé le 29 novembre 1825 à Olonzac.
Avocat, il est membre du directoire du département de l'Hérault sous la Révolution, maire d'Olonzac, conseiller général et député de l'Hérault de 1810 à 1815.

## Sources
- « Gabriel-Joseph Laur », dans Adolphe Robert et Gaston Cougny, Dictionnaire des parlementaires français, Edgar Bourloton, 1889-1891 [détail de l’édition]